# Casteil
Casteil är en kommun i departementet Pyrénées-Orientales i regionen Occitanien i södra Frankrike. Kommunen ligger i kantonen Prades som tillhör arrondissementet Prades. År 2022 hade Casteil 140 invånare.

## Befolkningsutveckling
Antalet invånare i kommunen Casteil
| Referens: INSEE |